# Двадцать марок (золотая монета Великого княжества Финляндского)
Двадцать марок — монета из золота, чеканившийся на Гельсингфорсском монетном дворе во времена правления Александра II, Александра III и Николая II. Предназначалась для оборота в Великом княжестве Финляндском. На аверсе данной монеты изображён Герб Российской империи — двуглавый орёл, на реверсе — обозначение номинала: «20 MARKKAA».

## История
Территория Финляндии была присоединена к Российской империи 5 сентября 1809 года, в результате чего с 1864 года в обращение входят марки с изображением герба Российской империи — двуглавым орлом.

### Описание
Эта монета была выполнена из золота 900 пробы; её диаметр составляет 21,3 мм, а вес равен 6,45 г, чистого золота 5,81. Гурт является рубчатым. Диаметр данной монеты при Николае II составлял 21,4 мм.
На аверсе изображён герб Российской империи конца XIX века — двуглавый орёл с распростёртыми крыльями под тремя коронами, из верхней спускается развевающаяся Андреевская лента. На груди орла расположен щит с гербом Великого Княжества Финляндского, который окружён цепью ордена святого Андрея Первозванного. В правой лапе он сжимает скипетр, в левой держит державу. Под орлом указан знак директора монетного двора: «S» — August Frederik Soldan. Внизу расположена надпись полукругом: «FINLAND * SUOMI». На реверсе внутри верёвочного ободка изображено обозначение номинала: «20 MARKKAA». Под фигурной чертой указана дата «1878». Круговая надпись: «5,806 .. GRM. KULTAA. 0,645 .. GRM. KUPARIA *».
Данная монета 1891 и 1913 годов на реверсе под фигурной чертой имеет соответствующие даты: «1891» и «1913».
Помимо 1878 года, 20 марок чеканились в других годах: 1878 года — «S» (Биткин #H611/R); 1879 года — «S» (Биткин #H612); 1880 года — «S» (Биткин #H613/R1); 1891 года — «L» (Биткин #H227/R); 1903 года — «L» (Биткин #H385); 1904 года — «L» (Биткин #H386); 1910 года — «L» (Биткин #H387); 1911 года — «L» (Биткин #H388); 1912 года имеет 2 разновидности: #H389 — «L» (Биткин R3), #H390 — «S»; 1913 года — «S» (Биткин #H391).

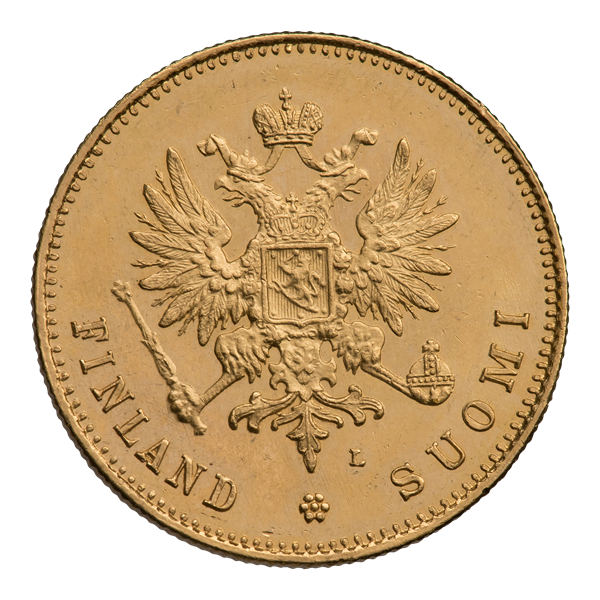
Аверс 20 марок 1891 года (Биткин #H227/R)
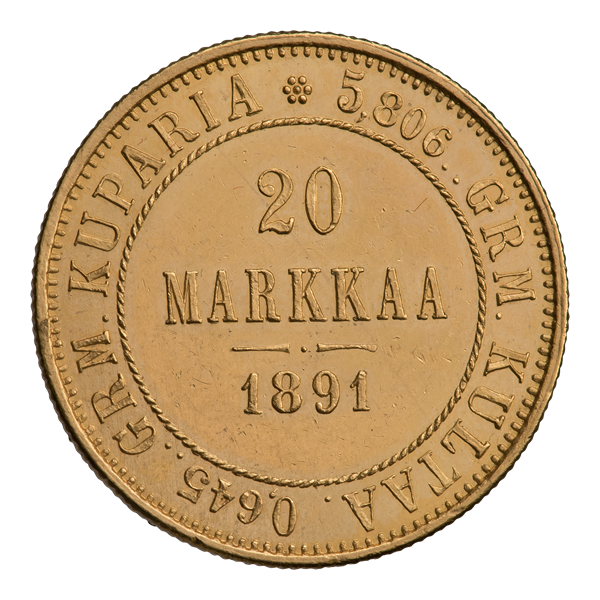
Реверс
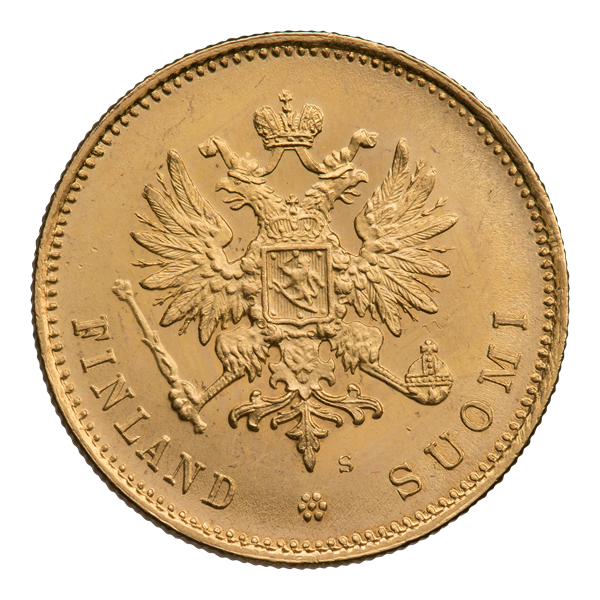
Аверс 20 марок 1913 года (Биткин #H391)
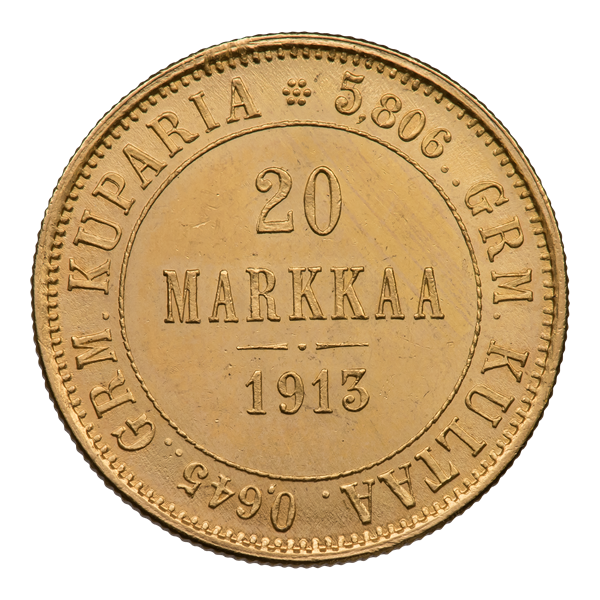
Реверс